# (35698) 1999 CJ118
1999 CJ118 (asteroide 35698) é um asteroide da cintura principal. Possui uma excentricidade de 0.15239590 e uma inclinação de 2.99795º.
Este asteroide foi descoberto no dia 12 de fevereiro de 1999 por LINEAR em Socorro.